# Mojang Studios
Mojang Studios (tidigare Mojang AB) är ett svenskt datorspelsföretag baserat i Stockholm. Företaget är mest känt för att utveckla det populära sandlådespelet Minecraft samt ge ut strategikortspelet Scrolls. De har även samverkat med Oxeye Game Studio för att utveckla spelet Cobalt. Mojang grundades av den svenska spelutvecklaren Markus Persson (alias Notch) och ägs sedan november 2014 av det multinationella datorföretaget Microsoft Corporation.
Namnet "Mojang" kommer från ordet "mojäng".

## Historik
Mojang Studios startade med Markus Persson 2009, då under namnet Mojang AB och han var under en period den enda anställda på företaget. Markus Persson jobbade tidigare för spelstudion King.com och gjorde även många andra spel utanför jobbet, så som Left 4K Dead och Mega 4K Man. Men sitt genombrott fick Markus Persson i samband med spelet Minecraft, som han började jobba med den 17 maj 2009. När spelet fortfarande var i alfaversion kunde det köpas för €10. Markus Persson anställde fler programmerare och 10 december 2010 övergick spelet till betaversion. Minecraft blev mycket populärt och kom att spelas av hundratals miljoner människor. Markus Persson utvecklade Minecraft tillsammans med Jens Bergensten, även känd som Jeb. Minecraft släpptes officiellt på Minecon 18 november 2011. Mojang utvecklar även spelet Scrolls och Cobalt. 

### Microsoft förvärvar Mojang
Den 15 september 2014 meddelade Mojang att man hade kommit överens om att bli uppköpta av det amerikanska datorföretaget Microsoft Corporation för en köpeskilling på 2,5 miljarder dollar. Det meddelades samtidigt att grundarna Markus Persson, Carl Manneh och Jakob Porsér skulle lämna företaget efter att affären hade gått igenom. Affären slutfördes den sjätte november samma år.

## Spel
| Spel i serien Minecraft | Släpptes         | Samverkande studior   |
| ----------------------- | ---------------- | --------------------- |
| Minecraft               | 18 november 2011 |                       |
| Minecraft: Story Mode   | 13 oktober 2015  | Telltale Games        |
| Minecraft Earth         | 17 oktober 2019  | Blackbird Interactive |
| Minecraft Dungeons      | 20 maj 2020      | Double Eleven         |
| Minecraft Legends       | 18 april 2023    | Blackbird Interactive |